# 广州光复
广州光复是抗日战争日本投降后，中华民国接管广州的事件。
1945年8月15日，日本天皇宣布无条件投降。8月17日，日本驻粤总领事下旗回国，31日中国军队进驻广州。9月1日，新任广东省政府主席罗卓英等办理省府迁回广州事宜，陈策被任为广州市市长。6日，中国第二方面军广州前进指挥所令广州市日军集中河南区（今海珠区）解除武装。16日上午10时，广州地区日军投降仪式在中山纪念堂举行，中方受降人为第二方面军司令官张发奎，日方投降代表日本南支派遣军及第二十三军司令官田中久一。19日，罗卓英等人由重庆飞抵广州就职。